# Pórkerec
Pórkerec (románul Purcăreț) település Romániában, Szilágy megyében.

## Fekvése
Szilágy megyében, Zsibótól északkeletre fekvő település.

## Története
Pórkerec nevét az oklevelek 1543-ban említették először Porkerecz néven. 1553-ban Pokoricza, 1750-ben Porkureni, 1808-ban Purkurecz néven írták nevét.

## Nevezetességek
- 19. századi ortodox fatemplom[1]